# Bahnhof Mürzzuschlag
Bahnhof Mürzzuschlag vasútállomás Ausztriában, Mürzzuschlag városában a világhírű Semmeringi vasút vonalán. A közelben található egy vasúti múzeum is.

## Vasútvonalak
Az állomást az alábbi vasútvonalak érintik:
- Südbahn
- Mürzzuschlag–Neuberg-vasútvonal
- Semmeringi vasút

## Kapcsolódó állomások
A vasútállomáshoz az alábbi állomások vannak a legközelebb:
- Langenwang/Mürz vasútállomás
- Spital am Semmering vasútállomás

## Forgalom
A vasútállomáson egyaránt megállnak a távolsági- és a regionális vonatok is.